# Amory (Mississippi)
Amory é uma cidade localizada no estado americano de Mississippi, no Condado de Monroe.

## Demografia
Segundo o censo americano de 2000, a sua população era de 6956 habitantes. 
Em 2006, foi estimada uma população de 7368, um aumento de 412 (5.9%).

## Geografia
De acordo com o United States Census Bureau tem uma área de 
20,7 km², dos quais 19,4 km² cobertos por terra e 1,3 km² cobertos por água. Amory localiza-se a aproximadamente 73 m acima do nível do mar.

## Localidades na vizinhança
O diagrama seguinte representa as localidades num raio de 28 km ao redor de Amory. 